# Бугогардовская паланка

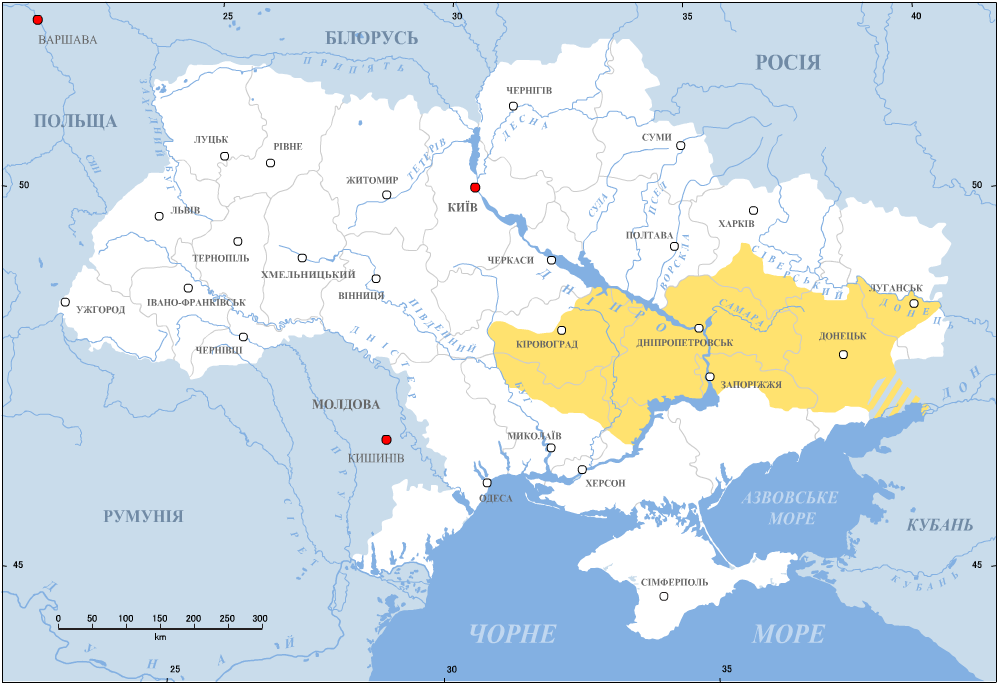
Территория, контролируемая Войском Запорожским Низовым во второй половине XVI века, современный план.

Бугогардовская паланка (1734 — 1775 годов) — административно-территориальная единица Войска Запорожского Низового в XVIII веке.

## История
Центром паланки было урочище Гард на Южном Буге. Кроме того, были зимовники в следующих поселениях:
- Соколы (сегоднящний Вознесенск);
- Ракитное;
- Балацко;
- Мигия;
- Корабельне;
- Вовково;
- Харсютине;
- Громоклия.
- Косовка

Паланка занимала степи между левым берегом Буга и правым Ингульца с одной стороны и рекой Днепр и новосербской границей с другой и была наибольшей административно-территориальной единицей в Запорожье.
В 1752 году на севере отчуждены были земли для Новосербии и построена крепость Святой Елисаветы южнее Новосербии. В 1754 году был образован Новослободской казацкий полк из отселённых казаков из Новой Сербии, украинских переселенцев из Гетманщины и Правобережьея в 1764 году из Новосербии и Новослободского казачьего поселения сформирована Новороссийская губерния.
Территория паланки охватывала будущие 
Бобринецкий,  Елисаветградский и Александрийский уезды Херсонской губернии.
Последним атаманом в 1772-1773 был Афанасий Иванович Куцый.